# GSC2408-446
GSC2408-446 — хімічно пекулярна зоря спектрального класу B9, що має видиму зоряну величину в смузі V приблизно  0,0.

## Пекулярний хімічний вміст
Зоряна атмосфера GSC2408-446 має підвищений вміст 
Si
.